# Йожеф Анталл
Йо́жеф Анта́лл (угор. Antall József; 8 квітня 1932 — 12 грудня 1993) — угорський політик; учасник угорської революції 1956; з 1988 лідер опозиційного до комуністів Угорського демократичного форуму; після перемоги форуму на парламентських виборах (з 1990) прем'єр-міністр. Помер від раку.